# Ingeborg's Klagan
Ingeborg’s Klagan is een gedicht van Esaias Tegnér, een Zweedse dichter/bisschop. Het gedicht is het negende in zijn gedichtencyclus Frithiofs saga uit 1825. Tegnér baseerde zijn boekwerk op een IJslandse sage.
Het gedicht sprak meerdere componisten aan om er muziek onder te zetten. Voorbeelden zijn:
- Bernard Crusell gebruikte tien gedichten uit de bundel in 1826 voor zangstem en piano
- Bernard Klein gebruikte het in 1836
- Joseph Rheinberger gebruikte de Duitse vertaling in 1858 voor zijn Vier Gesänge opus 22, later ook als losstaand lied
- Max Bruch gebruikte de Duitse vertaling in 1865 voor zijn Ingeborgs Klage, aus der Frithjof-Sage opus 23
- Carl Banck gebruikte de Duitse vertaling voor zijn Romanzen opus 15, lied nummer 1
- Karl Adolf Lorenz gebruikte het in zijn opus 17 Ingeborg's Klage
- Hjalmar Borgstrøm schreef een lied Ingeborgs Klage als zijn opus 17.

## Borgstrom
Van alle bovenstaande werken zijn exemplaren in drukvorm terug te vinden, behalve van Ingeborg’s Klage van Borgstrøm. Het lied lijkt van de aardbodem verdwenen. In de zeer uitgebreide map manuscripten van Borgstrøm in het bezit van de Noorse Staatsbibliotheek ontbreekt het werk in het geheel. Ook de uitgeverij Norsk Musikforlag kent alleen de titel, maar print noch manuscript is teruggevonden. Borgstrøm vertoefde toen vaak in Duitsland, maar trok geheel Europa door. 